# 茅野みつる
茅野 みつる（ちの みつる、1966年 - ）は、日本の実業家。伊藤忠商事常務執行役員。

## 人物
オランダ出身。コーネル大学法科大学院修了。1991年グラハム アンド ジェイムス法律事務所入所、カリフォルニア州弁護士登録。1999年グラハム アンド ジェイムス法律事務所パートナー。
2000年伊藤忠商事入社。2003年伊藤忠商事法務部法務第二チーム長、2010年伊藤忠商事法務部長代行兼法務部第一法務室長、2012年伊藤忠商事法務部長代行兼法務部第三法務室長、2013年伊藤忠商事執行役員法務部長 (大手総合商社初の女性執行役員) 。
2017年伊藤忠インターナショナル会社EVP兼伊藤忠インターナショナル会社CA0兼伊藤忠カナダ会社社長、2018年4月伊藤忠商事常務執行役員伊藤忠インターナショナル会社社長（CEO) 。2022年伊藤忠商事常勤監査役。2023年伊藤忠商事常務執行役員広報部長。
ヤング・グローバル・リーダー（世界経済フォーラム）、アジア21ヤング・リーダー （Asia Society）、イェール大学ワールド・フェロー、『ニューズウィーク日本版』誌による「世界が認めた日本人女性100人」などに選出されている。